# Elecciones regionales de Trentino-Alto Adigio de 2018
Las elecciones regionales de Trentino-Alto Adigio de 2018 tuvieron lugar el 21 de octubre de 2018 para renovar los consejos provinciales de Trento y Bolzano, así como el Consejo Regional de Trentino-Alto Adigio. El Consejo Regional es la simple suma de los consejos provinciales de las dos provincias y se reúne tanto en Trento como en Bolzano.
También se realizaron las elecciones para elegir al presidente de la provincia autónoma de Trento.

## Organización institucional
La región con estatuto especial de Trentino-Alto Adigio se divide en dos provincias, la de Bolzano, cuya mayoría de habitantes son de habla alemana, y la de Trento. Desde 1972, las dos provincias se han beneficiado de un estatus de autonomía que incluye la mayoría de los poderes normalmente devueltos a las regiones con estatus especial.
Desde 2002, el Consejo Regional está formado por la suma del Consejo Provincial de Bolzano y la de Trento. La mitad de la legislatura se reúne en Bolzano y la otra mitad en Trento.
Asimismo, la presidencia de la región se alterna cada 30 meses entre los dos presidentes provinciales.

## Provincia autónoma de Trento

### Sistema electoral
En Trentino las elecciones se realizan sobre la base de las normas contenidas en la ley provincial nº2 de 5 de marzo de 2003, ya aplicada en las tres rondas electorales anteriores, modificada en varias ocasiones hasta el 30 de marzo de 2018.
El Consejo Provincial de Trento está compuesto por 35 consejeros elegidos por cinco años por sufragio universal directo y proporcional plurinominal en una circunscripción única correspondiente al territorio provincial. El presidente de la provincia, miembro del consejo, es elegido por mayoría uninominal en una sola vuelta.
El día de las elecciones, el votante vota por un candidato presidencial y puede votar por un partido que apoya al candidato (si se presenta por una coalición). También podrá emitir hasta tres votos preferenciales de la lista de candidatos al consejo del partido que elija.
El candidato que obtiene el mayor número de votos es declarado electo. El candidato que llega inmediatamente después es elegido automáticamente consejero provincial. El partido o coalición que apoya al presidente electo recibe automáticamente 18 escaños, o incluso 21 si el candidato obtiene al menos el 42% de los votos emitidos.

### Presentación de las candidaturas
En 2013 la coalición de centroizquierda, que estaba en el gobierno de la Provincia al momento de las elecciones, obtuvo una especie de plebiscito, con el candidato Ugo Rossi obteniendo el 58,12% de los votos. Este fue apoyado por el Partido Democrático (PD), el Partido Autonomista Trentino Tirolés (PATT), la Unión por Trentino (UpT), los Verdes (FdV), Italia de los Valores (IdV), la Unión Autonomista Ladina (UAL) y los Reformistas por la Autonomía. Hacia el final de la legislatura, en 2018, surgió la posibilidad de una segunda candidatura de Ugo Rossi, pero el Partido Democrático rechazó esta hipótesis. 
El 6 de septiembre de 2018, el PD junto con UpT y Futura 2018 optaron por la candidatura de Giorgio Tonini, exsenador electo en Trentino y presidente de la Comisión de Presupuestos del Senado. La coalición se denominó "Alianza Democrática y Popular por la Autonomía".
A diferencia de las elecciones provinciales de 2013, la centroderecha se unió. Como en la última elección, la Liga ha decidido nominar para el cargo de presidente a Maurizio Fugatti, miembro de ese partido y subsecretario del Ministerio de Salud. En apoyo a Fugatti también están presentes Forza Italia, Hermanos de Italia, Proyecto Trentino, Agire, Unión de Centro-Centro Popular, Lista Cívica Trentino, Asociación Fassa y Autonomista Popular. La coalición tomó el nombre de "Coalición Popular Autonomista para el Cambio".
El PATT apoyó la reconfirmación del presidente provincial saliente Ugo Rossi.
También en Trentino el Movimiento 5 Estrellas ha elegido a su representante: con casi el 91% de los votos, fue nuevamente elegido Filippo Degasperi, candidato a presidente en 2013 cuando obtuvieron el 5,72% de los votos logrando así dos consejeros.
También participa en solitario, y por primera vez en la Provincia, CasaPound Italia, dirigido por Filippo Castaldini.
Por la izquierda, Antonella Valer se presenta para a la presidencia, apoyada por Libres e Iguales y El Otro Trentino a la Izquierda.
Entre las listas menos favorecidas se encuentran Pueblo Libre (encabezada por Paolo Primon, ya candidato en las elecciones municipales de 2015 en el municipio de Trento), Movimiento Ladin Fassa (liderado por Ferruccio Chenetti), Territorialidad Responsabilidad Economía (con Roberto de Laurentis como candidato), Reconquistar Italia (liderado por Federico Monegaglia) y Autonomía Dinámica (con el exdiputado Mauro Ottobre como candidato).
Hubo 11 candidatos presidenciales, 22 listas compuestas y un total de 707 candidatos.

### Partidos y candidatos
| Partido político o alianza | Partido político o alianza                     | Listas constituyentes                             | Listas constituyentes                       | Resultados previos | Resultados previos | Candidato         | Candidato |
| Partido político o alianza | Partido político o alianza                     | Listas constituyentes                             | Listas constituyentes                       | Votos (%)          | Escaños            | Candidato         | Candidato |
| -------------------------- | ---------------------------------------------- | ------------------------------------------------- | ------------------------------------------- | ------------------ | ------------------ | ----------------- | --------- |
|                            | Alianza Democrática y Popular por la Autonomía |                                                   | Partido Democrático (PD)                    | 22,1               | 9                  | Giorgio Tonini    |           |
|                            | Alianza Democrática y Popular por la Autonomía | Unión por Trentino (UpT)                          | 13,3                                        | 5                  |                    | Giorgio Tonini    |           |
|                            | Alianza Democrática y Popular por la Autonomía | Futura 2018 (incl. FdV)                           | —                                           | —                  |                    | Giorgio Tonini    |           |
|                            | Coalición Popular Autonomista por el Cambio    |                                                   | Proyecto Trentino (PT)                      | 9,0                | 4                  | Maurizio Fugatti  |           |
|                            | Coalición Popular Autonomista por el Cambio    | Lega Trentino (LT)                                | 6,2                                         | 1                  |                    | Maurizio Fugatti  |           |
|                            | Coalición Popular Autonomista por el Cambio    | Forza Italia (FI)                                 | 4,4                                         | –                  |                    | Maurizio Fugatti  |           |
|                            | Coalición Popular Autonomista por el Cambio    | Lista Cívica Trentino (CT)                        | 3,7                                         | 1                  |                    | Maurizio Fugatti  |           |
|                            | Coalición Popular Autonomista por el Cambio    | Hermanos de Italia (FdI)                          | 1,6                                         | –                  |                    | Maurizio Fugatti  |           |
|                            | Coalición Popular Autonomista por el Cambio    | Asociación Fassa (Fassa)                          | 0,8                                         | –                  |                    | Maurizio Fugatti  |           |
|                            | Coalición Popular Autonomista por el Cambio    | Autonomista Popular (AP)                          | —                                           | —                  |                    | Maurizio Fugatti  |           |
|                            | Coalición Popular Autonomista por el Cambio    | Agire por Trentino                                | —                                           | —                  |                    | Maurizio Fugatti  |           |
|                            | Coalición Popular Autonomista por el Cambio    | Unión de Centro – Centro Popular (UDC–CP)         | —                                           | —                  |                    | Maurizio Fugatti  |           |
|                            | Partido Autonomista Trentino Tirolés (PATT)    | Partido Autonomista Trentino Tirolés (PATT)       | Partido Autonomista Trentino Tirolés (PATT) | 17,6               | 7                  | Ugo Rossi         |           |
|                            | Movimiento 5 Estrellas (M5S)                   | Movimiento 5 Estrellas (M5S)                      | Movimiento 5 Estrellas (M5S)                | 5,9                | 1                  | Filippo Degasperi |           |
|                            | Coalición de izquierda                         |                                                   | Libres e Iguales (LeU) (incl. Art.1 y SI)   | 1,8                | –                  | Antonella Valer   |           |
|                            | Coalición de izquierda                         | El Otro Trentino a la Izquierda (incl. PRC y PaP) | 1,2                                         | –                  |                    | Antonella Valer   |           |

### Resultados

Partido más votado por comune

Candidato a presidente más votado por comune

Partido más votado por comune

|                                                   |                      |         |       |         |                                 |                                          |         |       |         |
| Candidatos                                        | Candidatos           | Votos   | %     | Escaños | Partidos                        | Partidos                                 | Votos   | %     | Escaños |
|                                                   | Maurizio Fugatti     | 124.590 | 46,74 | 1       |                                 |                                          |         |       |         |
|                                                   | Maurizio Fugatti     | 124.590 | 46,74 | 1       | Liga                            | 69.116                                   | 27,09   | 13    |         |
|                                                   | Maurizio Fugatti     | 124.590 | 46,74 | 1       | Lista Cívica Trentino           | 11.777                                   | 4,62    | 2     |         |
|                                                   | Maurizio Fugatti     | 124.590 | 46,74 | 1       | Proyecto Trentino               | 8.248                                    | 3,23    | 1     |         |
|                                                   | Maurizio Fugatti     | 124.590 | 46,74 | 1       | Autonomista Popular             | 7.621                                    | 2,99    | 1     |         |
|                                                   | Maurizio Fugatti     | 124.590 | 46,74 | 1       | Forza Italia                    | 7.204                                    | 2,82    | 1     |         |
|                                                   | Maurizio Fugatti     | 124.590 | 46,74 | 1       | Agire por Trentino              | 5.458                                    | 2,14    | 1     |         |
|                                                   | Maurizio Fugatti     | 124.590 | 46,74 | 1       | UDC – Centro Popular            | 5.306                                    | 2,08    | –     |         |
|                                                   | Maurizio Fugatti     | 124.590 | 46,74 | 1       | Hermanos de Italia              | 3.686                                    | 1,44    | –     |         |
|                                                   | Maurizio Fugatti     | 124.590 | 46,74 | 1       | Asociación Fassa                | 2.490                                    | 0,98    | 1     |         |
| Total                                             | Total                | 124.590 | 46,74 | 1       | 120.906                         | 47,39                                    | 20      |       |         |
|                                                   | Giorgio Tonini       | 67.712  | 25,40 | 1       |                                 |                                          |         |       |         |
|                                                   | Giorgio Tonini       | 67.712  | 25,40 | 1       | Partido Democrático             | 35.530                                   | 13,93   | 4     |         |
|                                                   | Giorgio Tonini       | 67.712  | 25,40 | 1       | Futura 2018 (incl. FdV)         | 17.670                                   | 6,93    | 2     |         |
|                                                   | Giorgio Tonini       | 67.712  | 25,40 | 1       | Unión por Trentino              | 10.150                                   | 3,98    | 1     |         |
| Total                                             | Total                | 67.712  | 25,40 | 1       | 63.350                          | 24,83                                    | 7       |       |         |
|                                                   | Ugo Rossi            | 33.121  | 12,42 | 1       |                                 | Partido Autonomista Trentino Tirolés     | 32.109  | 12,59 | 3       |
|                                                   | Filippo Degasperi    | 18.922  | 7,10  | 1       |                                 | Movimiento 5 Estrellas                   | 18.437  | 7,23  | 1       |
|                                                   | Antonella Valer      | 7.099   | 2,66  | –       |                                 |                                          |         |       |         |
|                                                   | Antonella Valer      | 7.099   | 2,66  | –       | Libres e Iguales                | 3.560                                    | 1,40    | –     |         |
|                                                   | Antonella Valer      | 7.099   | 2,66  | –       | El Otro Trentino a la Izquierda | 2.101                                    | 0,82    | –     |         |
| Total                                             | Total                | 7.099   | 2,66  | –       | 5.661                           | 2,22                                     | –       |       |         |
|                                                   | Mauro Ottobre        | 5.237   | 1,96  | –       |                                 | Autonomía Dinámica                       | 5.117   | 2,01  | –       |
|                                                   | Roberto de Laurentis | 4.015   | 1,51  | –       |                                 | Territorialidad Responsabilidad Economía | 3.826   | 1,50  | –       |
|                                                   | Paolo Primon         | 2.384   | 0,89  | –       |                                 | Pueblo Libre                             | 2.285   | 0,90  | –       |
|                                                   | Ferruccio Chenetti   | 1.904   | 0,71  | –       |                                 | Movimiento Ladin Fassa                   | 1.890   | 0,74  | –       |
|                                                   | Filippo Castaldini   | 1.247   | 0,47  | –       |                                 | CasaPound                                | 1.215   | 0,48  | –       |
|                                                   | Federico Monegaglia  | 350     | 0,13  | –       |                                 | Reconquistar Italia                      | 341     | 0,13  | –       |
|                                                   |                      |         |       |         |                                 |                                          |         |       |         |
| Total candidatos                                  | Total candidatos     | 266.581 | 100   | 4       | Total partidos                  | Total partidos                           | 255.137 | 100   | 31      |
| Fuente: Provincia autónoma de Trento – Resultados |                      |         |       |         |                                 |                                          |         |       |         |

| \| Voto popular (partido) \| Voto popular (partido) \| Voto popular (partido) \| Voto popular (partido) \| Voto popular (partido) \| \| ---------------------- \| ---------------------- \| ---------------------- \| ---------------------- \| ---------------------- \| \| \| \| \| \| \| \| Lega \| Lega \| \| 27.1 % \| 27.1 % \| \| PD \| PD \| \| 13.9 % \| 13.9 % \| \| PATT \| PATT \| \| 13.0 % \| 13.0 % \| \| M5S \| M5S \| \| 7.2 % \| 7.2 % \| \| F2018 \| F2018 \| \| 6.9 % \| 6.9 % \| \| CT \| CT \| \| 4.6 % \| 4.6 % \| \| UpT \| UpT \| \| 4.0 % \| 4.0 % \| \| PT \| PT \| \| 3.2 % \| 3.2 % \| \| AP \| AP \| \| 3.0 % \| 3.0 % \| \| FI \| FI \| \| 2.8 % \| 2.8 % \| \| Agire \| Agire \| \| 2.1 % \| 2.1 % \| \| UdC–PC \| UdC–PC \| \| 2.1 % \| 2.1 % \| \| AD \| AD \| \| 2.0 % \| 2.0 % \| \| TRE \| TRE \| \| 1.5 % \| 1.5 % \| \| FdI \| FdI \| \| 1.4 % \| 1.4 % \| \| LeU \| LeU \| \| 1.4 % \| 1.4 % \| \| Otros \| Otros \| \| 5.9 % \| 5.9 % \| |        |  |        |        |
| Voto popular (partido) |        |  |        |        |
| |        |  |        |        |
| Lega | Lega   |  | 27.1 % | 27.1 % |
| PD | PD     |  | 13.9 % | 13.9 % |
| PATT | PATT   |  | 13.0 % | 13.0 % |
| M5S | M5S    |  | 7.2 %  | 7.2 %  |
| F2018 | F2018  |  | 6.9 %  | 6.9 %  |
| CT | CT     |  | 4.6 %  | 4.6 %  |
| UpT | UpT    |  | 4.0 %  | 4.0 %  |
| PT | PT     |  | 3.2 %  | 3.2 %  |
| AP | AP     |  | 3.0 %  | 3.0 %  |
| FI | FI     |  | 2.8 %  | 2.8 %  |
| Agire | Agire  |  | 2.1 %  | 2.1 %  |
| UdC–PC | UdC–PC |  | 2.1 %  | 2.1 %  |
| AD | AD     |  | 2.0 %  | 2.0 %  |
| TRE | TRE    |  | 1.5 %  | 1.5 %  |
| FdI | FdI    |  | 1.4 %  | 1.4 %  |
| LeU | LeU    |  | 1.4 %  | 1.4 %  |
| Otros | Otros  |  | 5.9 %  | 5.9 %  |

| \| Voto popular (presidente) \| Voto popular (presidente) \| Voto popular (presidente) \| Voto popular (presidente) \| Voto popular (presidente) \| \| ------------------------- \| ------------------------- \| ------------------------- \| ------------------------- \| ------------------------- \| \| \| \| \| \| \| \| Fugatti \| Fugatti \| \| 46.7 % \| 46.7 % \| \| Tonini \| Tonini \| \| 25.4 % \| 25.4 % \| \| Rossi \| Rossi \| \| 12.4 % \| 12.4 % \| \| Degasperi \| Degasperi \| \| 7.1 % \| 7.1 % \| \| Valer \| Valer \| \| 2.7 % \| 2.7 % \| \| Ottobre \| Ottobre \| \| 1.9 % \| 1.9 % \| \| De Laurentis \| De Laurentis \| \| 1.5 % \| 1.5 % \| \| Otros \| Otros \| \| 2.2 % \| 2.2 % \| |              |  |        |        |
| Voto popular (presidente) |              |  |        |        |
| |              |  |        |        |
| Fugatti | Fugatti      |  | 46.7 % | 46.7 % |
| Tonini | Tonini       |  | 25.4 % | 25.4 % |
| Rossi | Rossi        |  | 12.4 % | 12.4 % |
| Degasperi | Degasperi    |  | 7.1 %  | 7.1 %  |
| Valer | Valer        |  | 2.7 %  | 2.7 %  |
| Ottobre | Ottobre      |  | 1.9 %  | 1.9 %  |
| De Laurentis | De Laurentis |  | 1.5 %  | 1.5 %  |
| Otros | Otros        |  | 2.2 %  | 2.2 %  |

#### Consejeros electos
| Circunscripción | Partido | Partido | Consejero         | Votos |
| --------------- | ------- | ------- | ----------------- | ----- |
| Trentino        |         | Lega    | Maurizio Fugatti  | —     |
| Trentino        |         | PD      | Giorgio Tonini    | —     |
| Trentino        |         | PATT    | Ugo Rossi         | —     |
| Trentino        |         | M5S     | Filippo Degasperi | —     |
| Trentino        |         | Lega    | Mirko Bisesti     | 3.930 |
| Trentino        |         | Lega    | Roberto Failoni   | 2.345 |
| Trentino        |         | Lega    | Roberto Paccher   | 2.313 |
| Trentino        |         | Lega    | Giulia Zanotelli  | 2.212 |
| Trentino        |         | Lega    | Devid Moranduzzo  | 2.116 |
| Trentino        |         | Lega    | Stefania Segnana  | 1.952 |
| Trentino        |         | Lega    | Mara Dalzocchio   | 1.570 |
| Trentino        |         | Lega    | Denis Paoli       | 1.455 |
| Trentino        |         | Lega    | Vanessa Cattoi    | 1.363 |
| Trentino        |         | Lega    | Alessia Ambrosi   | 1.312 |
| Trentino        |         | Lega    | Katia Rossato     | 1.215 |
| Trentino        |         | Lega    | Ivano Job         | 1.044 |
| Trentino        |         | Lega    | Gianluca Cavada   | 980   |

| Circunscripción | Partido | Partido | Consejero            | Votos |
| --------------- | ------- | ------- | -------------------- | ----- |
| Trentino        |         | PD      | Alessandro Olivi     | 5.712 |
| Trentino        |         | PD      | Sara Ferrari         | 4.090 |
| Trentino        |         | PD      | Luca Zeni            | 2.965 |
| Trentino        |         | PD      | Alessio Manica       | 2.004 |
| Trentino        |         | PATT    | Michele Dallapiccola | 2.689 |
| Trentino        |         | PATT    | Lorenzo Ossanna      | 1.834 |
| Trentino        |         | PATT    | Paola De Magri       | 1.719 |
| Trentino        |         | M5S     | Alex Marini          | 746   |
| Trentino        |         | F2018   | Paolo Ghezzi         | 5.273 |
| Trentino        |         | F2018   | Lucia Coppola        | 1.691 |
| Trentino        |         | CT      | Mattia Gottardi      | 2.060 |
| Trentino        |         | CT      | Rodolfo Borga        | 1.673 |
| Trentino        |         | UpT     | Pietro De Godenz     | 1.884 |
| Trentino        |         | PT      | Mario Tonina         | 2.507 |
| Trentino        |         | AP      | Walter Kaswalder     | 2.016 |
| Trentino        |         | FI      | Giorgio Leonardi     | 1.049 |
| Trentino        |         | Agire   | Claudio Cia          | 1.745 |
| Trentino        |         | Fassa   | Luca Guglielmi       | 651   |

1. ↑  Como Presidente de la Región.

### Análisis
Similar a las elecciones en Molise y en Friuli-Venecia Julia, el M5S perdió cerca 15% de los votos en comparación con las elecciones generales. El 4 de marzo alcanzaron casi el 25%, pero ahora poco más del 7%. Por el contrario, la coalición de centroderecha ganó más del 10% en comparación con el 4 de marzo.

## Provincia autónoma de Bolzano

### Sistema electoral
El Consejo Provincial de Bolzano está compuesto por 35 consejeros elegidos por cinco años por sufragio universal directo y proporcional plurinominal en una circunscripción única correspondiente al territorio provincial.
Los votantes están llamados a votar a las listas de los partidos, eligiendo cuatro candidatos de entre ellos, para componer el Consejo. El sistema es puramente proporcional, sin primas mayoritarias ni umbrales predefinidos. Además, no hay elección directa del Presidente de la Provincia, cuyo nombramiento corresponde a la asamblea representativa (una vez constituida).

### Antecedentes

#### Últimas elecciones
Con motivo de las anteriores elecciones regionales (2013) el Partido Popular Sudtirolés (SVP), que por primera vez desde 1989 no incluyó a Luis Durnwalder en la lista, perdió por primera vez en su historia la mayoría absoluta de los escaños del consejo provincial; como en la anterior legislatura, luego firmó un acuerdo de gobierno con el Partido Democrático (PD), considerada la lista más representativa del grupo lingüístico italiano. Sin embargo, la "stella alpina" llevó a su líder Arno Kompatscher a la presidencia de la provincia.
En general, los partidos de extracción italiana (especialmente los del área moderada y conservadora) habían sufrido una fuerte erosión del consenso respecto a cinco años antes, como para permitirles obtener un solo consejero en el nuevo consejo.
La situación de los partidos secesionistas resultó ser la contraria, con Die Freiheitlichen consolidado en su papel de segunda fuerza provincial y Libertad Sudtirolesa capaz de duplicar su apoyo respecto a 2008.
El resultado de los Verdes de Tirol del Sur también fue significativo, ubicándose en el tercer lugar en el conteo de votos.
En las elecciones europeas de 2014, el SVP sumó el 48% de los votos, el PD el 15,7%, la centroderecha el 13%, La Otra Europa con Tsipras -a cuyo proyecto se adhirieron también los Verdes provinciales- el 9,9%, el M5S el 8,8% y la Federación de los Verdes el 3,9%.
En 2016, con motivo del referéndum constitucional, el resultado contrastó con el resultado nacional, con el Sí (apoyado por PD y SVP) obteniendo el 63,7% de los votos.
En las elecciones generales de 2018, el SVP alcanzó finalmente el 48,8%, la centroderecha el 16,8%, el M5S el 13,9%, el PD el 8,5% y Libres e Iguales (con la aportación de los Verdes provinciales) el 5,1%.

#### Preparación para la votación
En julio de 2018 Paul Köllensperger, el único consejero provincial electo en 2013 con el Movimiento 5 Estrellas, tras haber intentado en vano convencer a los líderes "grillini" de admitir candidatos no inscritos en la plataforma Rousseau, elige dejar el partido y establece su propia lista llamada Team Köllensperger.
El partido Alto Adigio en el Corazón de Alessandro Urzì (originalmente una expresión del partido Futuro y Libertad) no se pone de acuerdo con la Liga y, por lo tanto, se pone del lado de Hermanos de Italia.
Se presentaron un total de 14 listas, totalizando 419 candidatos para el cargo de consejero.

### Resultados
|                                           |                                                |               |       |         |     |
| Partidos                                  | Partidos                                       | Votos         | %     | Escaños | +/− |
|                                           | Partido Popular Sudtirolés                     | 119.109       | 41,9  | 15      | −2  |
|                                           | Team Köllensperger                             | 43.315        | 15,2  | 6       | +6  |
|                                           | Liga                                           | 31.515        | 11,1  | 4       | +3  |
|                                           | Verdes                                         | 19.392        | 6,8   | 3       | ±0  |
|                                           | Die Freiheitlichen                             | 17.620        | 6,2   | 2       | −4  |
|                                           | Libertad Sudtirolesa                           | 16.927        | 6,0   | 2       | −1  |
|                                           | Partido Democrático                            | 10.808        | 3,8   | 1       | −1  |
|                                           | Movimiento 5 Estrellas                         | 6.670         | 2,4   | 1       | ±0  |
|                                           | Alto Adigio en el Corazón – Hermanos de Italia | 4.882         | 1,7   | 1       | ±0  |
|                                           | Unión de Ciudadanos                            | 3.665         | 1,3   | 0       | −1  |
|                                           | Nosotros Alto Adigio                           | 3.428         | 1,2   | 0       | ±0  |
|                                           | Forza Alto Adigio                              | 2.826         | 1,0   | 0       | ±0  |
|                                           | CasaPound                                      | 2.451         | 0,9   | 0       | ±0  |
|                                           | Izquierda Unida                                | 1.753         | 0,6   | 0       | ±0  |
|                                           |                                                |               |       |         |     |
| Votos válidos                             | Votos válidos                                  | 284.361       | 96,95 |         |     |
| Votos inválidos                           | Votos inválidos                                | 8.959         | 3,05  |         |     |
| Total                                     | Total                                          | 293.320       | 100   | 35      | ±0  |
| Participación                             | Participación                                  | Participación | 73,9  |         |     |
| Fuente: Provincia de Bolzano – Resultados |                                                |               |       |         |     |

| \| Voto popular \| Voto popular \| Voto popular \| Voto popular \| Voto popular \| \| ------------ \| ------------ \| ------------ \| ------------ \| ------------ \| \| \| \| \| \| \| \| SVP \| SVP \| \| 41.9 % \| 41.9 % \| \| TK \| TK \| \| 15.2 % \| 15.2 % \| \| Lega \| Lega \| \| 11.4 % \| 11.4 % \| \| Grüne \| Grüne \| \| 6.8 % \| 6.8 % \| \| dF \| dF \| \| 6.2 % \| 6.2 % \| \| STF \| STF \| \| 6.0 % \| 6.0 % \| \| PD \| PD \| \| 3.8 % \| 3.8 % \| \| M5S \| M5S \| \| 2.4 % \| 2.4 % \| \| AAC–FdI \| AAC–FdI \| \| 1.7 % \| 1.7 % \| \| BUfS \| BUfS \| \| 1.3 % \| 1.3 % \| \| NOI \| NOI \| \| 1.2 % \| 1.2 % \| \| FAA \| FAA \| \| 1.0 % \| 1.0 % \| \| CPI \| CPI \| \| 0.9 % \| 0.9 % \| \| SU \| SU \| \| 0.6 % \| 0.6 % \| |         |  |        |        |
| Voto popular |         |  |        |        |
| |         |  |        |        |
| SVP | SVP     |  | 41.9 % | 41.9 % |
| TK | TK      |  | 15.2 % | 15.2 % |
| Lega | Lega    |  | 11.4 % | 11.4 % |
| Grüne | Grüne   |  | 6.8 %  | 6.8 %  |
| dF | dF      |  | 6.2 %  | 6.2 %  |
| STF | STF     |  | 6.0 %  | 6.0 %  |
| PD | PD      |  | 3.8 %  | 3.8 %  |
| M5S | M5S     |  | 2.4 %  | 2.4 %  |
| AAC–FdI | AAC–FdI |  | 1.7 %  | 1.7 %  |
| BUfS | BUfS    |  | 1.3 %  | 1.3 %  |
| NOI | NOI     |  | 1.2 %  | 1.2 %  |
| FAA | FAA     |  | 1.0 %  | 1.0 %  |
| CPI | CPI     |  | 0.9 %  | 0.9 %  |
| SU | SU      |  | 0.6 %  | 0.6 %  |

#### Consejeros electos
| Circunscripción | Partido | Partido | Consejero                          | Votos  |
| --------------- | ------- | ------- | ---------------------------------- | ------ |
| Alto Adigio     |         | SVP     | Arno Kompatscher                   | 68.210 |
| Alto Adigio     |         | SVP     | Philipp Achammer                   | 33.288 |
| Alto Adigio     |         | SVP     | Arnold Schuler                     | 19.799 |
| Alto Adigio     |         | SVP     | Waltraud Deeg                      | 16.760 |
| Alto Adigio     |         | SVP     | Daniel Alfreider                   | 12.114 |
| Alto Adigio     |         | SVP     | Franz Thomas Locher                | 11.025 |
| Alto Adigio     |         | SVP     | Thomas Widmann                     | 10.590 |
| Alto Adigio     |         | SVP     | Josef Noggler                      | 10.093 |
| Alto Adigio     |         | SVP     | Maria Magdalena Hochgruber Kuenzer | 9.456  |
| Alto Adigio     |         | SVP     | Gerhard Lanz                       | 9.164  |
| Alto Adigio     |         | SVP     | Helmuth Renzler                    | 8.513  |
| Alto Adigio     |         | SVP     | Manfred Vallazza                   | 8.021  |
| Alto Adigio     |         | SVP     | Helmut Tauber                      | 7.082  |
| Alto Adigio     |         | SVP     | Jasmin Ladurner                    | 6.825  |
| Alto Adigio     |         | SVP     | Magdalena Amhof                    | 6.780  |
| Alto Adigio     |         | TK      | Paul Köllensperger                 | 29.530 |
| Alto Adigio     |         | TK      | Alex Ploner                        | 5.952  |
| Alto Adigio     |         | TK      | Franz Ploner                       | 4.563  |
| Alto Adigio     |         | TK      | Jozef Unterholzner                 | 3.496  |
| Alto Adigio     |         | TK      | Maria Elisabeth Rieder             | 3.063  |
| Alto Adigio     |         | TK      | Peter Faistanuer                   | 3.002  |

| Circunscripción | Partido | Partido | Consejero             | Votos |
| --------------- | ------- | ------- | --------------------- | ----- |
| Alto Adigio     |         | Lega    | Massimo Bessone       | 4.398 |
| Alto Adigio     |         | Lega    | Giuliano Vettorato    | 3.001 |
| Alto Adigio     |         | Lega    | Carlo Vettori         | 2.382 |
| Alto Adigio     |         | Lega    | Rita Mattei           | 2.381 |
| Alto Adigio     |         | Grüne   | Brigitte Foppa        | 6.997 |
| Alto Adigio     |         | Grüne   | Riccardo Dello Sbarba | 4.505 |
| Alto Adigio     |         | Grüne   | Hanspeter Staffler    | 3.377 |
| Alto Adigio     |         | DF      | Ulli Mair             | 9.030 |
| Alto Adigio     |         | DF      | Andreas Leiter        | 5.021 |
| Alto Adigio     |         | STF     | Sven Knoll            | 9.118 |
| Alto Adigio     |         | STF     | Myriam Atz Tammerle   | 3.403 |
| Alto Adigio     |         | PD      | Sandro Repetto        | 1.147 |
| Alto Adigio     |         | M5S     | Diego Nicolini        | 516   |
| Alto Adigio     |         | AAC–FdI | Alessandro Urzì       | 2.189 |

### Análisis
Las encuestas pronosticaron, respecto a 2013, un nuevo retroceso del SVP, que pese a afirmarse como partido hegemónico a nivel provincial pierde más de doce mil votos respecto a cinco años antes, disminuyendo en dos escaños su representación en el consejo. Sorprendentemente, Team Köllensperger ocupó el segundo lugar y logró seis consejeros.
El primer partido del grupo lingüístico italiano fue la Lega, que logró su "máximo histórico" de consenso en la provincia y logró cuatro escaños en el consejo.
Se mantienen sustancialmente estables los Verdes provinciales (que, aunque con seis mil votos menos que en 2013, mantuvieron a sus tres consejeros), el Movimiento 5 Estrellas (logrando un escaño, aunque con mil votos menos) y Alto Adigio en el Corazón (que incorporando a Hermanos de Italia, también mantiene un consejero).
Los votos del Partido Democrático, en cambio, se redujeron casi a la mitad, logrando un consejero y perdiendo la posibilidad de proponerse como único socio de gobierno del SVP.
El colapso más significativo, sin embargo, fue del secesionismo: Die Freiheitlichen, que fue desde hace décadas el segundo partido de la provincia, pierde casi cuarenta mil votos y logra sólo dos consejeros frente a los seis de hace cinco años; Destacan también las bajas de Libertad Sudtirolesa (pasa de tres escaños a dos) y Unión de Ciudadanos (excluido de la nueva legislatura). Finalmente, los resultados de las listas CasaPound, Izquierda Unida (expresión de Poder al Pueblo), Forza Italia y Nosotros Alto Adigio fueron insignificantes e incapaces de lograr escaños.
A nivel de preferencias, el candidato más votado fue el presidente saliente Arno Kompatscher (SVP), logrando 68.210 preferencias individuales: el consejo le confirió el máximo cargo provincial.
La participación fue del 73,9% con un total de 293.320 votantes (en la provincial en 2013 fue del 77,7%).